# 急行バス
急行バス（きゅうこうバス）とは、急行運転している路線バスの総称である。
当項目では速度運転種別としての急行バスについて解説する。深夜急行バスについては本項目の事例と異なるため、深夜バスを参照のこと。

## 概要

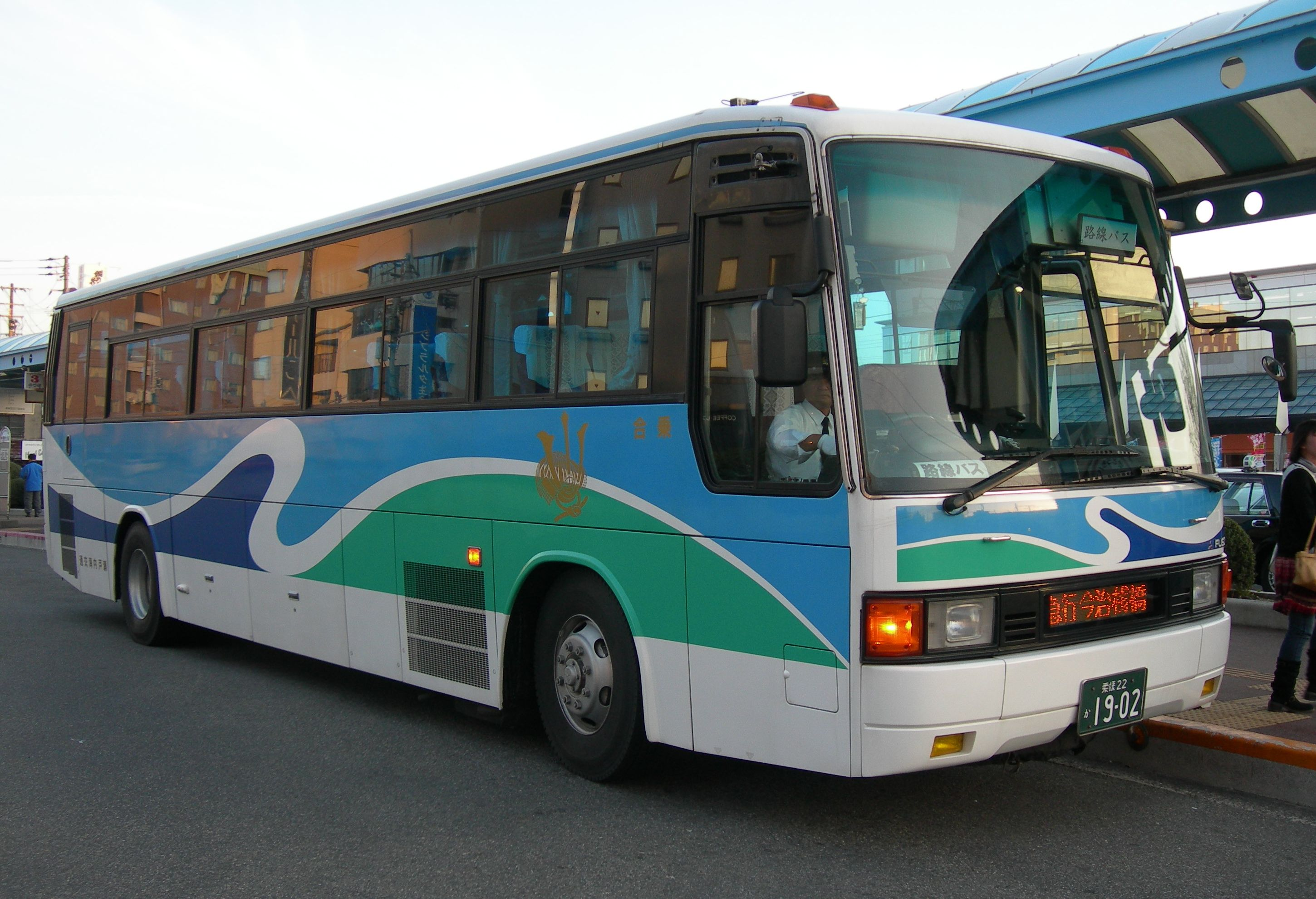
高速バスに準じた急行バスの例（今治-大三島急行バスに使用される瀬戸内海交通の高速バス仕様車）

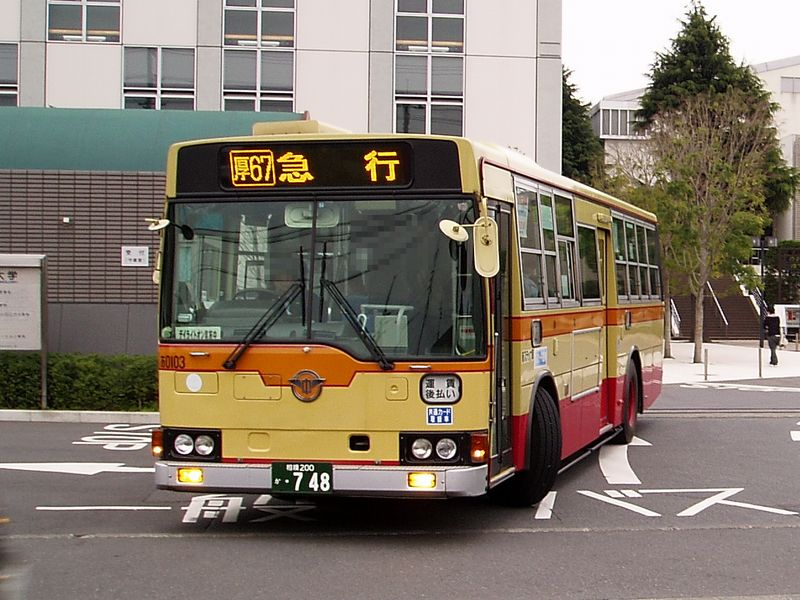
一般路線での急行バスの例（神奈川中央交通「厚67」系統）

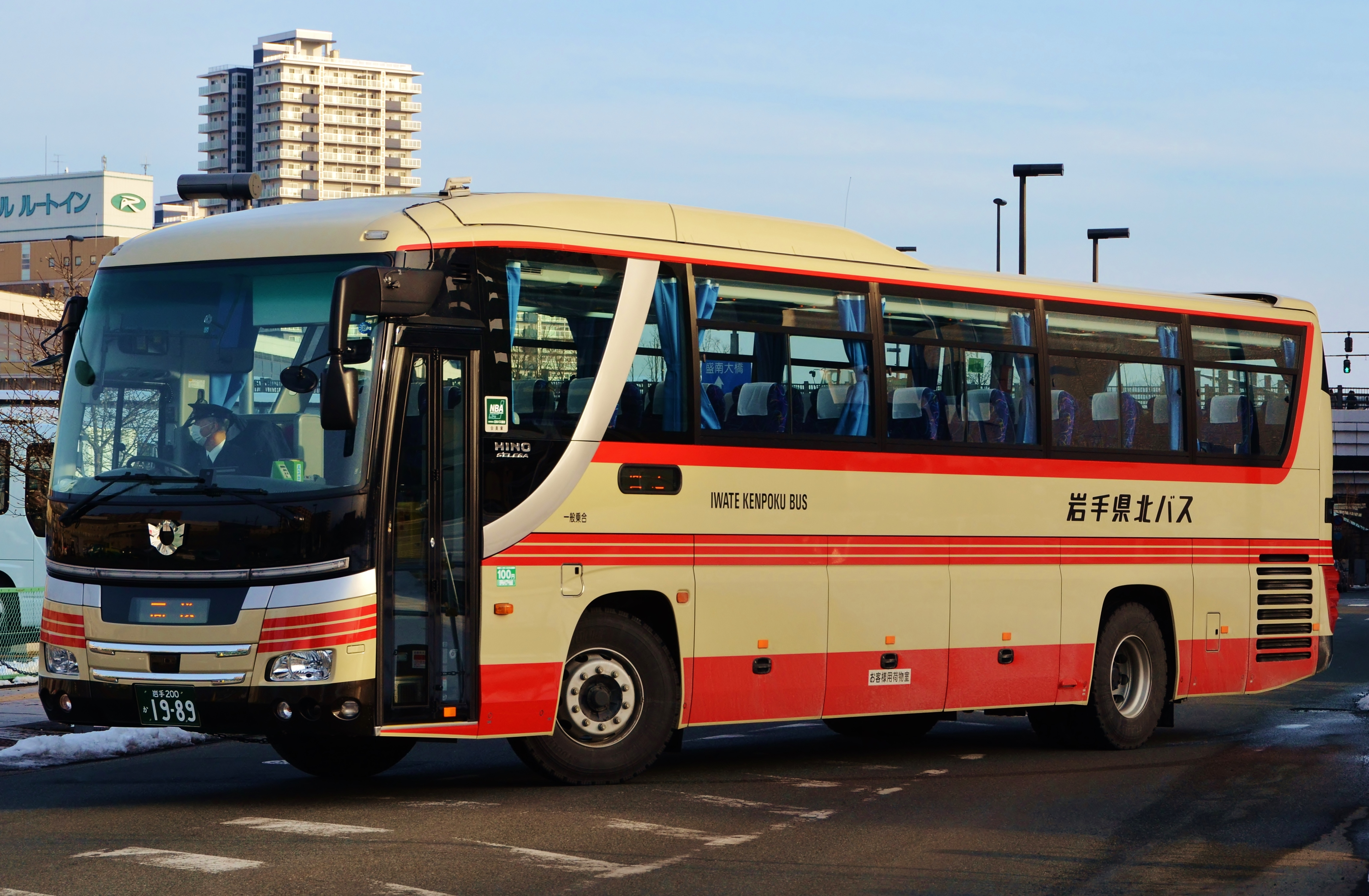
乗客獲得に成功した東北の急行バス「106急行バス」

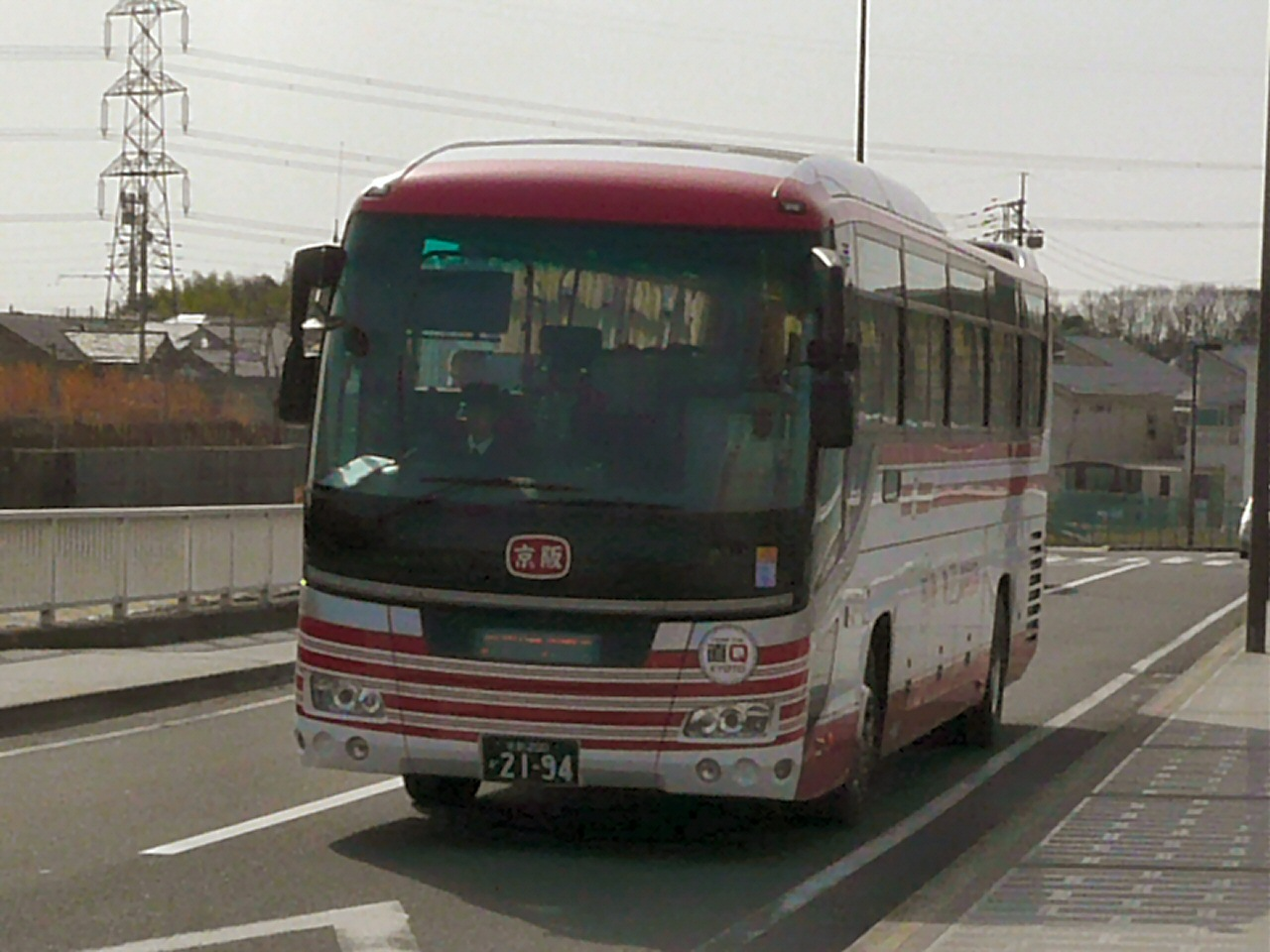
同じく乗客獲得に成功した近畿の急行バス「ダイレクトエクスプレス直Q京都号」

厳密な定義は存在しないが、路線バスの内、中間停車停留所を精選するなど速達運転を行うものを指す。
都市間ないしは、広範囲な地域輸送を担うものについては案内上は高速バスと差違がない事例が多い。しかし、高速道路を経由する「高速バス」と異なり、一般道路を経由して都市間の長距離運転を行い、クローズドドア制度が無く中間の主要停留所間の相互利用が可能である場合が多い。こういった運用をするものでは、より速達・長距離な運行を行うものについて鉄道の特別急行列車に準え特急バスと称する場合もある。
国鉄バスにおいては、一般道経由の長距離都市間路線の一部で急行線と称しており、仙台盛岡急行線、松山高知急行線、名金急行線などが存在した（ただし名金急行線の末期は一部高速道経由であった）。また、雲芸線、広浜線、岩益線、防長線といった長距離路線にも急行便が存在した。
1960年代には、沿線バス事業者の利害調整も兼ね、東日本急行、東北急行バス、常磐急行交通、三重急行自動車、四国急行バス、山陽急行バス、九州急行バスといった中長距離急行バス運行専業の合弁会社が多く設立された。
東名ハイウェイバス、名神ハイウェイバス、中国ハイウェイバスの各停便は、種別が急行である。但し、名神ハイウェイバスの急行便は現在名称上廃止している。
高速道経由のバスについても、並行して一般道経由の路線バスが存在し、共通乗車の扱いがされている場合や、一般道経由の路線を一部高速道経由にした場合などは、高速バスと名乗らず急行バスを名乗ることがある。中には車両も高速バスと同等にした車両を運用したり、またその場合は高速バスと共通運用をする事例もあり、その車両にはトイレやオーディオ、自動車公衆電話のサービスがある場合があるが、自動車公衆電話は、携帯電話の普及で少なくなっている。
なお、冒頭の定義の中には、いわゆる都市内で完結するものも含まれる。例えば、東京都交通局が運行する路線バス（いわゆる都営バス・都バス）の内、「急行」を称する系統の英語の案内では"Rapid"が用いられる。"Rapid"は、日本の鉄道では快速列車に主に用いるが、日本国外では特別急行列車の表記のように速達列車に用いる場合もある。
この場合、必ずしも高速道路・自動車専用道路を経由しないため、高速バスのそれと合致しない。これに派生する形となるが、車輌に通常の路線バスを用い都市高速道路経由の路線についても急行バスを名乗る場合がある。この場合も高速バスのそれと合致しない。
類似種別としては、準急や快速のほか、西肥自動車（西肥バス）では、佐世保駅前 - 吉井間を急行、吉井 - 平戸間を普通で運行する半急行（半急）、岐阜乗合自動車（岐阜バス）に新快速などが運行されている。

## 急行バスの例
- 岩手県北バス - 106急行バス
- 京成バス - 環07急行・環08急行「環七シャトル」
- 東京都交通局 - 急行05系統・急行06系統（土曜・休日のみ）
- 新潟交通 - W74・S91・S92・S93系統
- しずてつジャストライン - 特急静岡相良線・竜爪山線の3往復（平日、常葉大学の休校日除く）
- 京阪バス - ダイレクトエクスプレス直Q京都号
- 京都市営バス - 急行100号系統・急行101号系統・急行102号系統・急行105号系統・急行106号系統・急行111系統（昼間時間帯（2022年3月より運行休止[3]））
  - これとは別に京都市営バスでは平日の朝・夕のラッシュ時に202・205号系統で並行して快速便が運行され、急行バスとも一部で経路や時間帯が重なる場合があるが、用途が違う為いわゆる「選択停車」を行う。
- 大阪シティバス - 15号系統急行・70急号系統・91急号系統（平日の朝・夕のラッシュ時）
- 神戸市営バス - 急行64系統
- 神姫バス - 西脇急行線
- 奈良交通 - ニュータウンと駅を結ぶ一部路線（平日の朝・夕のラッシュ時）
- 瀬戸内運輸・伊予鉄バス - 80番新居浜特急線
- 西日本鉄道 - 赤間急行・新宮急行・特快333番（天神北から博多駅まで「急行」）・急行K・黒崎 - 直方線
- 産交バス - あまくさ号・たかもり号（同社での種別呼称は両路線ともに「快速」）
- 基幹急行バス（でいごライナー） - 琉球バス交通、沖縄バス、東陽バスの23 具志川線（一部）、77 名護東線（一部）331 急行バス（久茂地経由）線、777 急行バス（屋慶名）線によって那覇バスターミナル‐コザ間で急行運転する。23系統以外の路線は、コザ通過後は終着地まで各バス停に停車する。平日のみの運行。

## 日本での成功事例
日本における民間会社が運営する急行バスでの成功例とされるものに、昭和時代に設定されたものとしては岩手県北バスの106急行バス、平成時代のそれでは京阪バスのダイレクトエクスプレス直Q京都号の2つがある。この2つは、都道府県庁所在地と地方都市とを結ぶ急行バスとしての需要が多くあり、またその利便性ゆえに通勤・通学の乗客獲得に成功したケースである。また、前記2路線ほど注目はされていないが、神姫バスの西脇急行線や瀬戸内運輸の新居浜 - 松山線も鉄道路線を短絡して、都道府県庁所在地と地方都市とを結ぶ急行バスとして安定した需要を得ている。

## 混雑緩和の役割
急行バスの中には混雑緩和の為に運行されている路線もある。これらは、駅から住宅地や学校への路線で多く見られ、競合・平行して運行される系統より停留所数を少なくして遠近分離を図ることで、或る程度の混雑緩和が出来る。